# Комаццо
Комаццо (італ. Comazzo) — муніципалітет в Італії, у регіоні Ломбардія,  провінція Лоді.
Комаццо розташоване на відстані близько 470 км на північний захід від Рима, 18 км на схід від Мілана, 20 км на північ від Лоді.

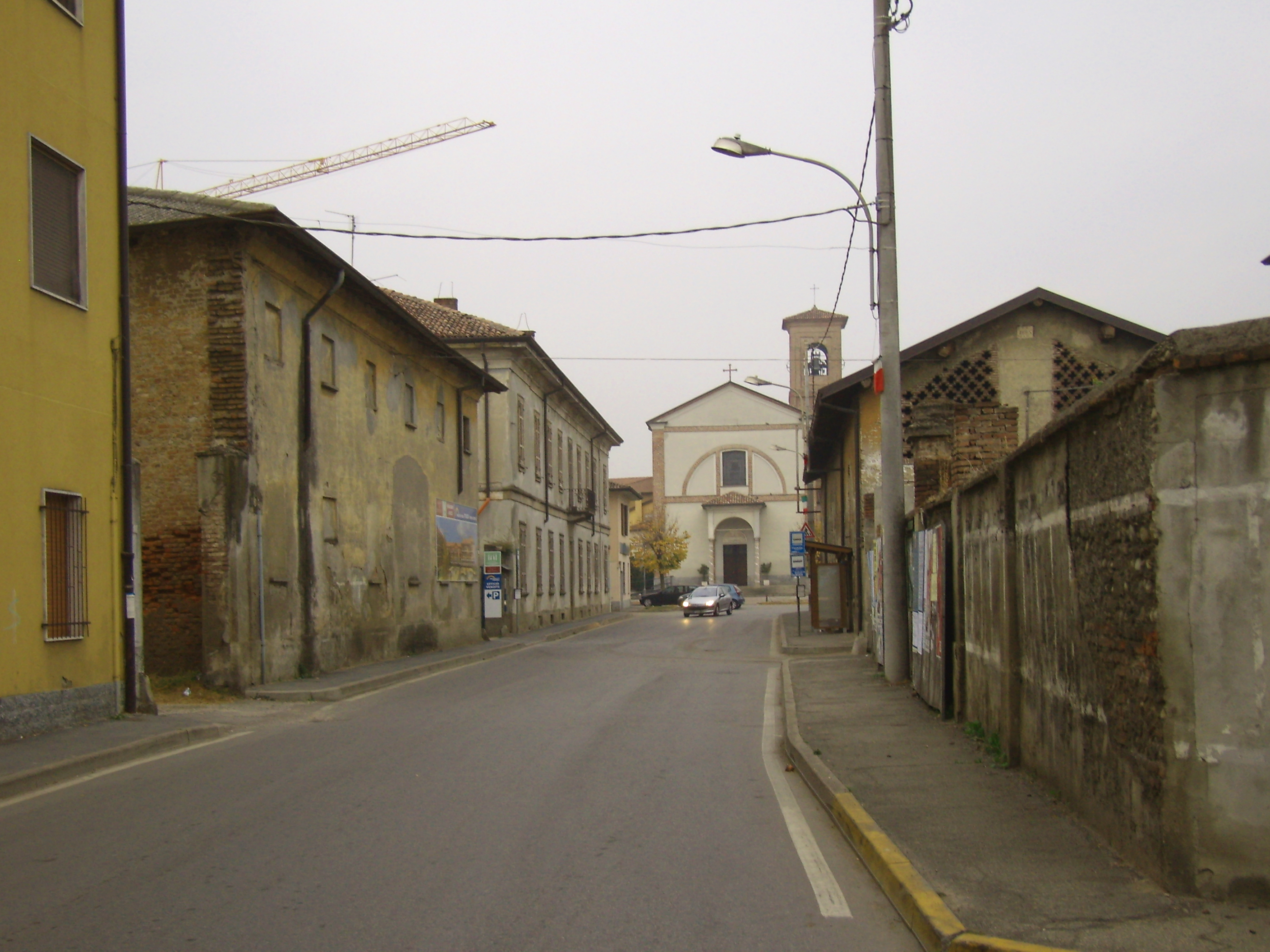

Населення — 2243 особи (2014).

## Демографія
Населення за роками:

Станом на 1 січня 2023 року в муніципалітеті офіційно проживали 193 іноземці з 29 країн, серед них 55 громадян країн Євросоюзу та 3 громадяни України.

## Сусідні муніципалітети
- Ліскате
- Мерліно
- Ривольта-д'Адда
- Сеттала
- Труккаццано